# Conservatorio Profesional de Danza de Sevilla
El Conservatorio Profesional de Danza de Sevilla, oficialmente denominado Conservatorio Profesional de Danza "Antonio Ruiz Soler", es una escuela pública dependiente de la Consejería de Educación de la Junta de Andalucía (España), en la que se imparten enseñanzas de régimen especial en la especialidad de danza. Es uno de los siete Conservatorios Profesionales de Danza que hay en la comunidad autónoma de Andalucía.

## Historia
El Conservatorio Profesional de Danza de Sevilla se crea en 1984, una vez que la Consejería de Educación de la Junta de Andalucía recibe todas las competencias educativas. Con la LOGSE, pasa a denominarse Conservatorio Profesional de Danza y sus estudios se dividen en Básicos y Profesionales. La ley Orgánica de Educación de 2011 es la última que ha afectado a sus enseñanzas.

## Oferta educativa

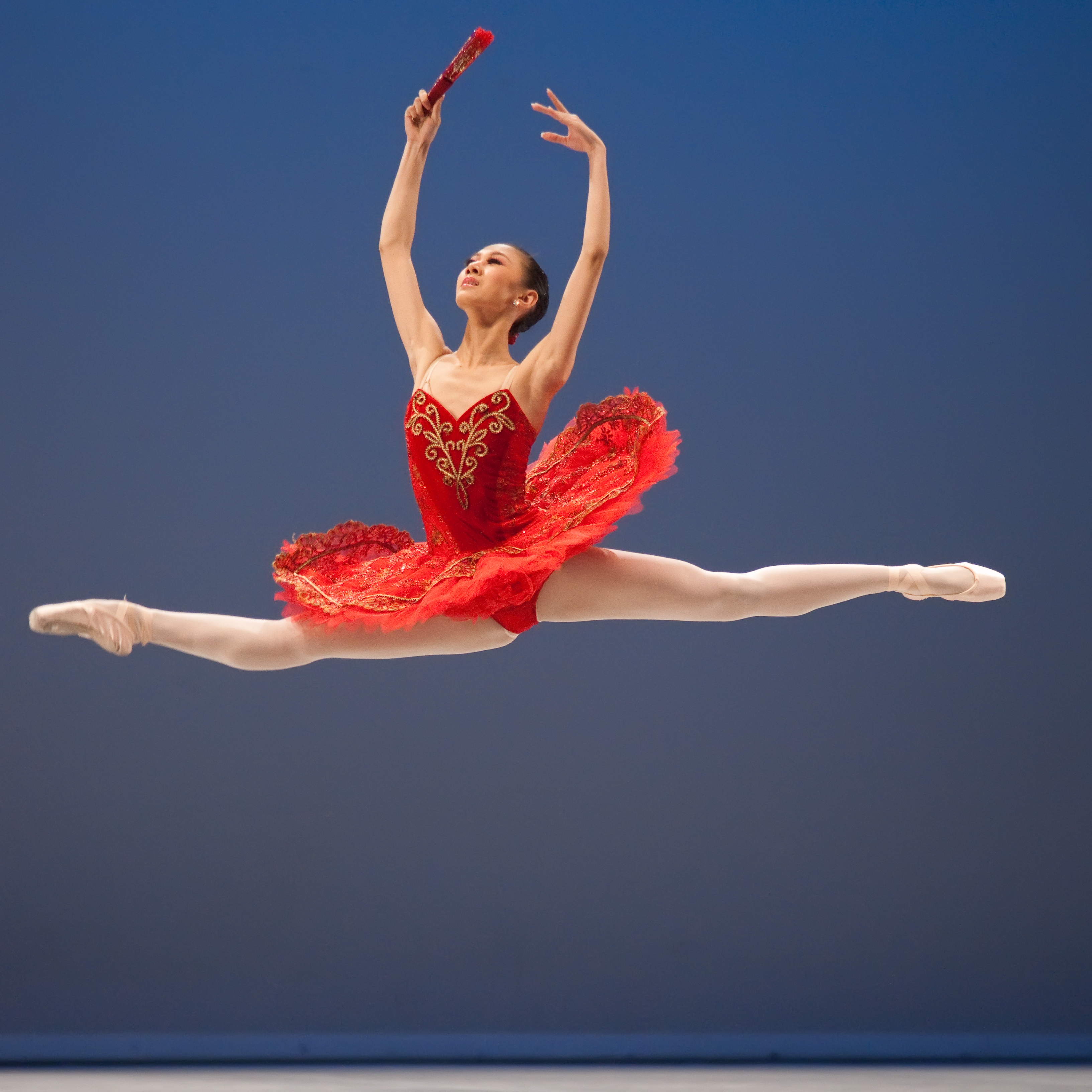
Danza.

En este centro se ofertan los estudios correspondientes a las Enseñanzas básicas de Danza (4 cursos) y los seis cursos de Enseñanzas Profesionales de Danza en las especialidades de Danza Clásica, Danza Española, Danza Contemporánea y Baile Flamenco.

## Instalaciones
El edificio del Conservatorio es el antiguo pabellón de Argentina de la Exposición Iberoamericana de 1929, que durante muchos años albergó el Instituto de Bachillerato Murillo. Tiene una superficie de 4500m² distribuidos en la planta baja y tres plantas de altura. Cuenta con 31 aulas profesionales de danza (8 de danza española, 8 de danza clásica, 8 de danza contemporánea y 7 de flamenco), 12 aulas teóricas, 4 aulas de música, salas de maquillaje, sala polivalente para actuaciones, biblioteca, tutorías, cafetería y vestuarios, sala AMPA, entre otras dependencias, aunque el estado de las mismas es deficiente.